# Coloma (Kalifornia)
Coloma – jednostka osadnicza w Stanach Zjednoczonych, w stanie Kalifornia, w hrabstwie El Dorado.